# (1940) Whipple
(1940) Whipple es un asteroide que forma parte del cinturón de asteroides y fue descubierto por el equipo del observatorio del Harvard College desde la estación George R. Agassiz en Harvard (Massachusetts), Estados Unidos el 2 de febrero de 1975.

## Designación y nombre
Whipple se designó al principio como 1975 CA.
Posteriormente fue nombrado en honor del astrónomo esdounidense Fred Lawrence Whipple (1906-2004).

## Características orbitales
Whipple orbita a una distancia media de 3,061 ua del Sol, pudiendo acercarse hasta 2,864 ua y alejarse hasta 3,259 ua. Tiene una excentricidad de 0,06442 y una inclinación orbital de 6,558°. Emplea 1957 días en completar una órbita alrededor del Sol.